# Svante Karlsson

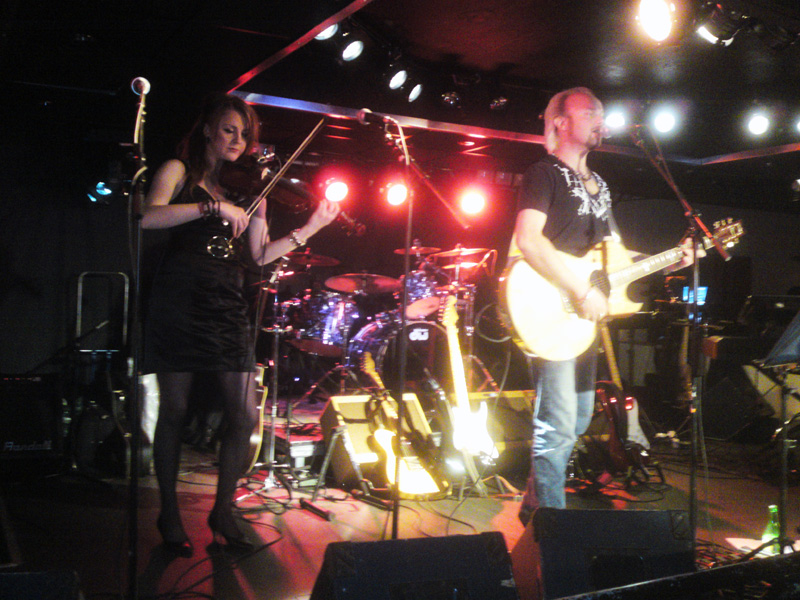
Svante Karlsson, Jönköping 2010

Svante Heinrich Karlsson, född 31 januari 1969 i Halmstad, är en svensk rocksångare, textförfattare, låtskrivare, musiker och producent. 

## Biografi

### Bakgrund och tidig karriär; 1987–1998
Svante Karlsson växte upp i Nyhem i Halmstad, och startade musikkarriären som sångare i coverbanden Faxe 1987 och Blind Date 1988. Den senare gruppen utvecklades, efter några medlemsbyten, till Bourbon Street, som han bildade tillsammans med bland andra gitarristen Peter Tiverman.
1990 blev han tillfrågad av Janne Bark att skriva texterna till dennes soloplatta "The Flame", som spelades in i Studio Tits & Ass utanför Halmstad, och på detta sätt började Karlsson samarbeta med producenten och Gyllene Tider-medlemmen Mats MP Persson som låtskrivare åt Per Gessles musikförlag Jimmy Fun Music. Tillsammans med Eddie Jonsson bildade Karlsson och Persson gruppen Waterwhirl, som var aktiva 1992–1996. Gruppen släppte radiosingeln "Falling Down in Pieces"/"Why Are You Leaving (When You're Almost There)" i Kanada på initiativ av Roxettes kanadensiska fanklubb, men debutplattan A Hard Day's Delight kom aldrig ut i Sverige. Parallellt med Waterwhirl skrev trion låtar och texter åt såväl svenska som internationella artister. 1994 gjorde Karlsson den svenska översättningen av Per Gessles "Let's Party" åt dansbandet Jannez, och 1995 inkluderade Nick Borgen sex Karlsson-texter på den Janne Bark-producerade dubbel-CD:n Nick x 2.
1996 bildade Karlsson studiogruppen C.L.E.G. tillsammans med Eddie Jonsson och musikproducenten Staffan Karlsson. Gruppen experimenterade med disco och dansmusik, och blandade tunga syntmattor med latinorytmer och elgitarrer. Förutom Karlsson sjöng även Sparkys sångerska Christine Björk på flera produktioner. 1997 skrev Karlsson tillsammans med Per Gessle låten "Nio liv" åt Sven-Ingvars, som blev titelspår på gruppens album 1998 och låg på Svensktoppen.

### Solodebut och artistsamarbeten; 1999–2006

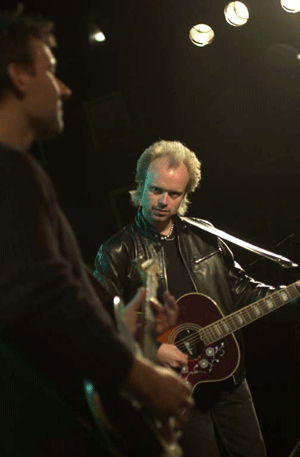
Svante Karlsson, Halmstad 2000

1999 solodebuterade Svante Karlsson med albumet American Songs. På denna platta inkluderades två outgivna textversioner av Bob Dylans "Caribbean Wind" och "If You See Her, Say Hello", och detta uppmärksammades av Dylan-fans. Albumet var en hyllning till amerikansk folk- och rotmusik och innehöll låtar av Woody Guthrie, Kinky Friedman, Jerry Garcia och Doc Pomus. För sin version av Kinky Friedmans "Ride 'em Jewboy" blev Karlsson personligen utnämnd till "Honorary Jewboy" av Kinky Friedman vid en livekonsert i Göteborg 1999. I samband med American songs bildades första upplagan av Svante Karlsson Band, med Magnus Helgesson på trummor, Fredrik Gicken Johansson på kontrabas och Nalle Bondesson på elgitarr. 
2002 utökades bandet med Lars-Åke Snus Svensson på klaviatur och Mats MP Persson på gitarr. Andra soloplattan Autograph släpptes 2003, och producerades av Magnus Helgesson. Noterbart var de många musiker- och artistsamarbeten som präglade inspelningen. Den engelske gitarrlegenden Albert Lee (Eric Clapton, Joe Cocker, Emmylou Harris med flera) spelade på Country Joe and the Fishs "I Feel Like I'm Fixin' to Die-Rag" och på Dylans "Love Minus Zero/No Limit" sjöng Karlsson duett med Py Bäckman. 

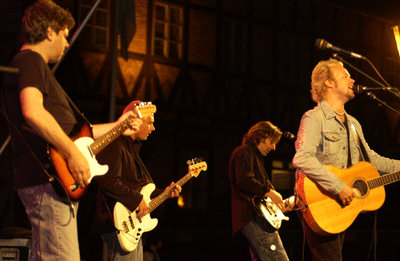
Svante Karlsson, Halmstad 2002

På plattan medverkade även, förutom Karlssons reguljära band, bland andra Gyllene Tider-medlemmarna Göran Fritzson, Mats MP Persson och Micke "Syd" Andersson, samt Kjell Segebrant, Benke Skogholt och Mikael Bolyos. Frankie Millers "I'd Lie to You For Your Love" och Bruce Springsteens "American Skin (41 Shots)" blev två av albumets mest uppmärksammade låtar, och båda är sedan dess fasta punkter i Karlssons liverepertoar.
2004 fick Svante Karlsson, tillsammans med Eddie Jonsson och Staffan Karlsson, i uppdrag att skriva och producera låtar till After Darks La Dolce Vita-album i samband med showgruppens succé i Melodifestivalen 2004. 2005 blev albumet nominerat till en Grammis i kategorin "Årets schlager". Skivan var för övrigt showveteranen Christer Lindarws debutplatta. Låten "Älska mig" inkluderades sedermera i After Darks scenshow Kom ut 2009. 
2005 blev Karlsson sångare och akustisk gitarrist i coverbandet The Hula Hula Boys (med medlemmar ur Svante Karlsson Band och Johnny Pilot). 2006 skrev han den svenska texten till det allsvenska fotbollslaget Halmstad Bollklubbs kampsång "Varje dag som går älskar vi HBK". Låten var en översättning av Henry Glover och Morris Levys "California Sun", som Gyllene Tider spelade in som "Tylö Sun" 1981. Kampsången framfördes av Micke "Syd" Andersson och komikern Thomas Petersson.

### Inga träd får växa till himlen; 2007–nutid
Våren 2007 släpptes Svante Karlssons första svenska album Inga träd får växa till himlen, tillika hans första produktion med helt eget material. Precis som på Autograph var Magnus Helgesson producent. Förutom singlarna Inga träd får växa till himlen och Länge längesen uppmärksammades den nästan 14 minuter långa "E’ vi ihop...ska vi åka till IKEA" – en frispråkig berättelse om en ung mans väg genom livet som slutar i en beskrivning av medelålderns misslyckade parförhållanden. Karlsson har i intervjuer ofta dementerat att texten skulle handla om honom själv, men förklarat att han hämtat inspiration från vänners förhållanden och livssituationer. Däremot sägs "Länge längesen" och "Den långa vägen hem" vara självbiografiska.
Textmässigt var Inga träd får växa till himlen ett litterärt album, och sånger som "Mannen som hatade sommaren" och "TV-shop; min ende vän" vittnade om en mörkare och mer socialrealistisk sida av Karlssons låtskriveri. På albumet inkluderades även "Vinden kom från öster till vårt skepp" (som ursprungligen skrevs till Freddie Wadlings Jag är monstret) och duetten "För en gångs skull (så har du kanske rätt igen)" med Paintbox-sångerskan Linnea Olsson. Svante Karlsson Band fick i samband med skivan en ny inkarnation då organisten/pianisten Micke Vigh Svensson, gitarristen Pelle Svensson samt basisten Stigge Ljunglöf anslöt. 
2010 var Svante Karlsson support åt Dan Hylander på dennes Sverige-turné, och framförde ett helt akustiskt set tillsammans med violinisten Jannike Stenlund. Under varje spelning sjöng Karlsson sin dittills okända svenska version av Tom Waits "Lucky Day" ("Bara det minnet ser"), vilken var en outtake från Inga träd får växa till himlen-plattan. Detta var första gången sedan 2001 som Karlsson framträdde "unplugged" med endast akustisk gitarr och utan kompband. En av Dan Hylander-konserterna (Linköping, 15 april) bandades i sin helhet av Sveriges Radio. Medverkande på den rikstäckande turnén var även bland andra Janne Bark och sångerskan Nilla Nielsen. 
I november 2010 släpptes Karlssons fjärde soloalbum Tro inte att du känner mig, hans andra på svenska, samt singeln Kommer aldrig mer igen. Albumet producerades av Eddie Jonsson och var textmässigt en fortsättning på förra plattans tema, men musikaliskt en avsevärt rockigare och mer bombastisk produktion. Musikerna på albumet var, bortsett från Stenlund, i stort sett de samma som på den föregående svenska plattan. I januari 2011 tillkännagavs att Karlsson återigen skulle turnera som support åt Hylander, denna gång på dennes "Den försenade mannen"-turné med start i mars.
Under sommaren 2012 spelades Karlssons femte album in. Livealbumet Live 2012 utkom på cd och digitalt den 21 november 2012.

## Diskografi

### Studioalbum
- 1999 - American Songs
- 2003 - Autograph
- 2007 - Inga träd får växa till himlen
- 2010 - Tro inte att du känner mig

### Livealbum
- 2012 - Live 2012

### Singlar
- 2007 - Inga träd får växa till himlen
- 2007 - Länge längesen
- 2010 - Kommer aldrig mer igen
- 2011 - Lycklig idiot
- 2011 - Förr eller senare
- 2012 - Santa Claus is coming to town
- 2014 - 70 procent

## Övrig diskografi

### Studioalbum
- 1996 - Waterwhirl; A Hard Day's Delight (ej utgivet)

### Singlar
- 1996 - Waterwhirl; "Falling Down in Pieces"/"Why Are You Leaving (When You're Almost There?)" (endast Kanada)[32]
- 1999 - Helt Slut; "Komphundens klagan (Han spelar bas…)"[33]
- 2007 - Aquafresca; "1-2-3 (In-2 History)"[34]

### Samlingsalbum
- 2000 - Bourbon Street; Halländska musikprofiler (SR Halland)
- 2011 - Svante Karlsson; Pool sessions

## Extern diskografi
Medverkan på andra artisters produktioner.

### Studioalbum
- 1994 - Mikael Erlandsson; The 1 (låtskrivare)
- 1994 - Jannez; Någonstans i mitt hjärta (låtskrivare)
- 1995 - Nick Borgen; Nick x 2 (låtskrivare)
- 1998 - Sven-Ingvars; Nio liv (låtskrivare)
- 2004 - After Dark; La Dolce Vita (låtskrivare, producent och musiker)
- 2007 - Johan Nilvé; Drömmarna vi har (musiker)
- 2009 - Alex Smith; Igual a mim (låtskrivare)
- 2011 - Dan Hylander & Orkester; Den försenade mannen (musiker)

### DVD
- 2012 - Dan Hylander & Orkester; Förscenad (låtskrivare)

### Singlar
- 1991 - Janne Bark; "The Flame" (låtskrivare)
- 1995 - Mikael Erlandsson; "Mr. Weirdstough" (låtskrivare)
- 1995 - Nick Borgen; "New Mexico Tan" (låtskrivare) (promosingel)
- 1997 - Sven-Ingvars; "Nio liv" (låtskrivare)
- 1999 - Christeene; "Baby"/"I Don’t Love You Anymore" (låtskrivare, producent och musiker) (promosingel)
- 2006 - Halmstad Bollklubb; "Varje dag som går älskar vi HBK" (låtskrivare och musiker)
- 2006 - Micke "Syd" Andersson; "Du och jag och Glenn Hysén" (musiker)
- 2006 - Tylöflickorna; "Allt jag borde gjort" (musiker)
- 2007 - Johan Nilvé; "Två pojkar och världen" (musiker)
- 2007 - Johan Nilvé; "Landet vid vägens slut" (musiker)
- 2010 - Jannike Stenlund; "Tomorrow Can Wait" (mastering och editering)
- 2011 - The Million; "One Of Three" (mastering och exekutiv producent)
- 2011 - Jannike Stenlund; "Längtan som ingen kan se" (låtskrivare, producent och musiker)

### Samlingsalbum
- 1995 - Jannez; Dansfavoriter (låtskrivare)
- 1995 - Jannez; De bästa bugglåtarna (låtskrivare)
- 1999 - Sven-Ingvars; Älskar du mig (låtskrivare)
- 2006 - Sven-Ingvars; Klassiker (låtskrivare)
- 2007 - Sven-Ingvars; Högt i det blå (låtskrivare)